# Arcidiocesi di Anqing
L'arcidiocesi di Anqing (in latino: Archidioecesis Nganchimensis) è una sede metropolitana della Chiesa cattolica in Cina. Nel 1950 contava 28.268 battezzati su 7.000.000 di abitanti. La sede è vacante.

## Territorio
L'arcidiocesi comprende parte della provincia cinese dell'Anhui.
Sede arcivescovile è la città di Anqing, dove si trova la cattedrale del Sacro Cuore di Gesù.

## Storia
Il vicariato apostolico di Anqing (o Anking) fu eretto il 21 febbraio 1929 con il breve Ut aucto di papa Pio XI, ricavandone il territorio dal vicariato apostolico di Wuhu (oggi diocesi).
L'11 aprile 1946 il vicariato apostolico è stato elevato a arcidiocesi con la bolla Quotidie Nos di papa Pio XII.
Il governo cinese nominò Joseph Zhu Huayu vescovo di Bengbu nel 1986, e nel contempo amministratore diocesano delle diocesi di Anqing e Wuhu. Il 3 luglio 2001 il governo ha unificato le tre diocesi in una sola corrispondente al territorio della provincia civile, e ha denominato la nuova circoscrizione "diocesi di Anhui" con sede nella capitale Hefei. Il 26 febbraio 2005 è deceduto il vescovo Zhu, che non fu mai riconosciuto dalla Santa Sede.
Il 3 maggio 2006 è stato ordinato, senza un previo consenso della Santa Sede, monsignor Giuseppe Liu Xinhong come nuovo vescovo dell'Anhui, cosa che ha suscitato una presa di posizione ufficiale di Roma.
A seguito dell'accordo del 2018 tra Santa Sede e Repubblica popolare cinese sulla nomina dei vescovi, papa Francesco ha riammesso nella comunione ecclesiale il vescovo "ufficiale" di Anhui, Giuseppe Liu Xinhong. La comunicazione della Santa Sede sul compito pastorale affidatogli come vescovo in Anhui è stata ricevuta dall'interessato il 12 dicembre 2018 a Pechino nell'ambito di una celebrazione ecclesiale.

## Cronotassi dei vescovi
Si omettono i periodi di sede vacante non superiori ai 2 anni o non storicamente accertati.
- Federico Melendro Gutiérrez, S.I. † (14 febbraio 1930 - 25 ottobre 1978 deceduto)
  - Sede vacante
  - Joseph Zhu Huayu † (2001 - 26 febbraio 2005 deceduto) (vescovo di Anhui)[6]
  - Joseph Liu Xinhong, consacrato il 3 maggio 2006 (vescovo di Anhui)

## Statistiche
Alla fine del 1950 la diocesi contava su una popolazione di 7.000.000 di persone 28.268 battezzati, corrispondenti allo 0,4% del totale.
| anno | popolazione | popolazione | popolazione | presbiteri | presbiteri | presbiteri | presbiteri                | diaconi | religiosi | religiosi | parrocchie |
| anno | battezzati  | totale      | %           | numero     | secolari   | regolari   | battezzati per presbitero | diaconi | uomini    | donne     | parrocchie |
| ---- | ----------- | ----------- | ----------- | ---------- | ---------- | ---------- | ------------------------- | ------- | --------- | --------- | ---------- |
| 1950 | 28.268      | 7.000.000   | 0,4         | 32         | 6          | 26         | 883                       |         | 34        | 46        | 25         |